# Saint-Martin (manzana)
Saint-Martin es una variedad cultivar de manzano (Malus domestica). 
Considerada una manzana de sidra de calidad vintage de la región de Calvados de Normandía, donde es uno de los principales ingredientes en la creación de la icónica bebida a base de manzana de la región.

## Historia
'Saint-Martin' es una variedad de manzana, originado en el Pays d'Auge de Normandía en Francia durante aproximadamente 1800.

## Características
'Saint-Martin' tiene una talla de fruto pequeño tendiendo a mediano; forma redondo aplanado a redondo cónico; epidermis con color de fondo amarillo verdoso, con un sobre color rojo, importancia del sobre color bajo, y patrón del sobre color rayado, con un rojo lavado y rayado en la mitad de la superficie expuesta al sol, y "russeting" (pardeamiento áspero superficial que presentan algunas variedades) muy bajo; cáliz grande y parcialmente abierto, ubicado en una cuenca amplia y poco profunda; pedúnculo muy corto; carne firme y jugosa; pertenece al grupo amargo-dulce.
También hay una manzana de postre británica que se conoce como San Martin. El nombre propio de ese varietal es Saint Martin's.

## Usos
Una buena manzana para la elaboración de sidra de Calvados. Clasificada como una manzana de sidra antigua adecuada para hacer una sidra monovarietal o se puede usar para mezclar. Brix 13.5, acidez 2.27.
También se utiliza en cocina para elaboración de tartas de manzana y se desmorona.

## Ploidismo
Diploide, auto estéril. Grupo de polinización: D, Día 15.